# Josep Costa i Rosselló
Josep Costa i Rosselló   (Santa Gertrudis de Fruitera, 1976) és un polític i jurista eivissenc.
És professor associat de teoria política a la UPF i lletrat a l'Ajuntament de Santa Coloma de Gramenet. Va ser vicepresident primer del Parlament de Catalunya (2018-2021) en la XII legislatura.

## Biografia
És llicenciat en Dret i doctor en Ciències Polítiques, per la Universitat Pompeu Fabra (UPF). Professor associat i investigador de l'àmbit de teoria política al Departament de Ciències Polítiques i Socials de la UPF. Va ser lletrat i secretari del Consell Insular de Formentera. Actualment és lletrat funcionari de l'Ajuntament de Santa Coloma de Gramenet. Ha exercit com a advocat durant més de quinze anys. Ha estat visiting researcher al Center for Comparative Studies in Race and Ethnicity de Universitat Stanford (EUA), al Forum for Philosophy and Public Policy de la Queen's University (Canadà) i, breument, a la Universitat d'Edimburg (Escòcia).
És autor d'articles acadèmics i d'opinió sobre la diversitat cultural o nacional en democràcies liberals i sobre processos d'independència, així com articles de divulgació periodística a El Món, La República, Mirall, VilaWeb, El Nacional, Nació Digital, Ara o El Punt Avui.
Ha publicat els llibres O secessió o secessió. La paradoxa espanyola davant l'independentisme (2017) i Eixamplant l'Esquerda. Hi guanyarà la independència (2020).

## Activista i polític
Va començar la seva militància independentista a Eivissa, on el 1993 va participar en el naixement de les seccions locals d'ERC i de les JERC. En els anys 90 també va participar en la fundació del Bloc d'Estudiants Independentistes (BEI) de la Facultat de Dret de la UPF. Vinculat després a projectes socials i d'activisme polític a la seva illa natal com a Plataforma Antiautopista, Eivissa pel Canvi o Gent per Eivissa.
A les eleccions del 21 de desembre del 2017 va ocupar com a independent el dissetè lloc de la candidatura de Junts per Catalunya per la demarcació de Barcelona i fou diputat a la XII legislatura. En la sessió constitutiva del dia 17 de gener del 2018 va ser elegit vicepresident primer del Parlament de Catalunya.
A les eleccions del 14 de febrer del 2021 va repetir en el dissetè lloc de la candidatura de Junts per Catalunya per a Barcelona però no va ser elegit. L'11 de març del 2021 va renunciar a ocupar l'escó deixat per la renúncia del president Carles Puigdemont, per reprendre la seva vida professional.
Va liderar l'estratègia jurídica que aconseguí que Carles Puigdemont, Toni Comín i Clara Ponsatí poguessin presentar-se a les eleccions i ocupar el seu escó al Parlament Europeu.
El 27 d'octubre fou detingut pels Mossos d'Esquadra, a petició de la jutgessa Maria Eugènia Alegret, magistrada del Tribunal Superior de Justícia de Catalunya (TSJC), per no haver-se presentat a declarar el 15 de setembre en una causa oberta de presumpte desobediència contra els integrants de la Mesa del Parlament de Catalunya de la XII legislatura. Per aquesta raó fou detingut tot el matí als calabossos del TSJC, mentre que els altres exmembres de la Mesa —Roger Torrent, Eusebi Campdepadrós i Adriana Delgado— sí que hi assistiren. El 27 de novembre de 2021 es querellà contra la jutgessa Alegret per un presumpte doble delicte de detenció il·legal i prevaricació.
Abans del judici, Costa va fer que el president del TSJC, Jesús María Barrientos i el segon magistrat, Carlos Ramos, fossin apartats de la causa per manca d’imparcialitat, tot i que van poder decidir quins magistrats els haurien de substituir. El dia del judici, l'octubre de 2022, Costa va abandonar la sala, negant-se a participar en el que ell va anomenar un judici polític. Amb aquesta estratègia va aconseguir ser absolt del delicte de desobediència al TC.